# Clásica San Sebastián 2010
De Clásica San Sebastián-San Sebastián 2010 was de 30ste editie van de eendagsklassieker in Baskenland. Hij werd verreden op 31 juli 2010. De wedstrijd ging van en naar San Sebastian over 234 kilometer en werd gewonnen door de Spanjaard Luis León Sánchez in een tijd van 5 uur en 47 minuten. Nieuw dit jaar was het gegeven dat de Alto de Arkale en de Alto de Jaizkibel tweemaal in het parcours waren opgenomen.

## Koersverloop
In het begin van de koers ontsnapten drie renners uit het peloton: Jorge Martín Montenegro, Pierre Cazaux en Xavier Florencio, winnaar van de editie van 2006. Het peloton gaf zijn zegen en de drie eerdergenoemde aanvallers kregen een maximale voorsprong van ongeveer acht minuten.
Tijdens de eerste beklimming van de Jaizkibel ging Cazaux tegen het asfalt in de kop van de koers. Tegelijkertijd gingen Juan Manuel Gárate, José Iván Gutiérrez en thuisrijder Gorka Verdugo vanuit het peloton in de contra-attaque. Toen zij aansloten bij de eerste kopgroep van de dag, zonder Pierre Cazaux, bedroeg de achterstand van het peloton op de vijf leiders echter nog maar een minuut.
Hierna volgden nogmaals de beklimmingen van de Arkale en de Jaizkibel. Op de laatstgenoemde werden de vijf overgebleven vluchters ingerekend. Nadien plaatste Luis León Sánchez een splijtende demarrage, waarna enkel Aleksandr Vinokoerov en Carlos Sastre konden volgen. De drie reden maximaal 40 seconden bijeen op een achtervolgende elitegroep, waarbij tevens Robert Gesink betrokken was. De omstandigheden waren daar niet optimaal, waardoor Sánchez, Vinokourov en Sastre vooruitbleven. Ondanks dat Sastre geen antwoord op een versnelling van de twee anderen had, kon hij in de laatste kilometer nog terugkomen. Hij moest opnieuw lossen, toen Aleksandr Vinokoerov vervolgens van ver de sprint aanging, waarna Luis León Sánchez pas in extremis over hem heen kwam en hij als eerste de finish passeerde.

## Uitslag
| Rang                                      | Naam                 | Land       | Ploeg                   | Tijd      |
| ----------------------------------------- | -------------------- | ---------- | ----------------------- | --------- |
| 1                                         | Luis León Sánchez    | Spanje     | Caisse d'Epargne        | 5u 47'13" |
| 2                                         | Aleksandr Vinokoerov | Kazachstan | Astana                  | z.t.      |
| 3                                         | Carlos Sastre        | Spanje     | Cervélo                 | z.t.      |
| 4                                         | Haimar Zubeldia      | Spanje     | Team RadioShack         | op 34"    |
| 5                                         | Joaquím Rodríguez    | Spanje     | Team Katusha            | op 37"    |
| 6                                         | Ryder Hesjedal       | Canada     | Team Garmin-Transitions | z.t.      |
| 7                                         | Robert Gesink        | Nederland  | Rabobank                | z.t.      |
| 8                                         | Nicolas Roche        | Ierland    | AG2R-La Mondiale        | z.t.      |
| 9                                         | Samuel Sánchez       | Spanje     | Euskaltel-Euskadi       | z.t.      |
| 10                                        | Richie Porte         | Australië  | Team Saxo Bank          | z.t.      |
| Startlijst en eindstand op uciprotour.com |                      |            |                         |           |

1981 · 1982 · 1983 · 1984 · 1985 · 1986 · 1987 · 1988 · 1989 · 1990 · 1991 · 1992 · 1993 · 1994 · 1995 · 1996 · 1997 · 1998 · 1999 · 2000 · 2001 · 2002 · 2003 · 2004 · 2005 · 2006 · 2007 · 2008 · 2009 · 2010 · 2011 · 2012 · 2013 · 2014 · 2015 · 2016 · 2017 · 2018 · 2019 · 2020 · 2021 · 2022 · 2023 · 2024
 Tour Down Under · 
 Ronde van Catalonië · 
 Gent-Wevelgem · 
 Ronde van Vlaanderen · 
 Ronde van het Baskenland · 
 Amstel Gold Race · 
 Ronde van Romandië · 
 Dauphiné · 
 Ronde van Zwitserland · 
 Clásica San Sebastián · 
 Ronde van Polen · 
 Vattenfall Cyclassics · 
 GP Ouest France-Plouay · 
  Eneco Tour · 
 Grote Prijs van Quebec · 
 Grote Prijs van Montreal